# رابرت لانسینگ (هنرپیشه)
رابرت لانسینگ (انگلیسی: Robert Lansing؛ ۵ ژوئن ۱۹۲۸ – ۲۳ اکتبر ۱۹۹۴) یک بازیگر سینما، و هنرپیشه اهل ایالات متحده آمریکا بود.
از فیلم‌ها یا برنامه‌های تلویزیونی که وی در آن نقش داشته‌است می‌توان به امپراتوری مورچه‌ها اشاره کرد.